# Bromus rosettiae
Bromus rosettiae är en gräsart som beskrevs av Aimée Antoinette Camus. Bromus rosettiae ingår i släktet lostor, och familjen gräs. Inga underarter finns listade i Catalogue of Life.